# Lake Barrington (miejscowość)
Lake Barrington – wieś w Stanach Zjednoczonych, w stanie Illinois, w hrabstwie Lake.